# Guérard
Guérard és un municipi francès del Cantó de Coulommiers (departament de Sena i Marne, regió d'Illa de França. L'any 2007 tenia 2.166 habitants.
Forma part del cantó de Fontenay-Trésigny, del districte de Meaux i de la Comunitat de comunes del Pays de Coulommiers.

## Demografia

### Població
El 2007 la població de fet de Guérard era de 2.166 persones. Hi havia 792 famílies, de les quals 147 eren unipersonals (54 homes vivint sols i 93 dones vivint soles), 247 parelles sense fills, 340 parelles amb fills i 58 famílies monoparentals amb fills. La població ha evolucionat segons el següent gràfic:

### Habitatges
El 2007 hi havia 999 habitatges, 813 eren l'habitatge principal de la família, 114 eren segones residències i 72 estaven desocupats. 980 eren cases i 12 eren apartaments. Dels 813 habitatges principals, 730 estaven ocupats pels seus propietaris, 67 estaven llogats i ocupats pels llogaters i 15 estaven cedits a títol gratuït; 4 tenien una cambra, 42 en tenien dues, 115 en tenien tres, 197 en tenien quatre i 455 en tenien cinc o més. 701 habitatges disposaven pel capbaix d'una plaça de pàrquing. A 308 habitatges hi havia un automòbil i a 465 n'hi havia dos o més.

### Piràmide de població
La piràmide de població per edats i sexe el 2009 era:
| Homes | Edats   | Dones |
| ----- | ------- | ----- |
| 0     | 95 o +  | 0     |
| 4     | 90 a 94 | 16    |
| 8     | 85 a 89 | 24    |
| 12    | 80 a 84 | 24    |
| 28    | 75 a 79 | 56    |
| 40    | 70 a 74 | 48    |
| 32    | 65 a 69 | 44    |
| 20    | 60 a 64 | 28    |
| 40    | 55 a 59 | 48    |
| 96    | 50 a 54 | 72    |
| 88    | 45 a 49 | 64    |
| 88    | 40 a 44 | 84    |
| 64    | 35 a 39 | 76    |
| 76    | 30 a 34 | 112   |
| 32    | 25 a 29 | 52    |
| 44    | 20 a 24 | 28    |
| 64    | 15 a 19 | 40    |
| 76    | 10 a 14 | 60    |
| 64    | 5 a 9   | 104   |
| 68    | 0 a 4   | 48    |

## Economia
El 2007 la població en edat de treballar era de 1.436 persones, 1.116 eren actives i 320 eren inactives. De les 1.116 persones actives 1.032 estaven ocupades (547 homes i 485 dones) i 84 estaven aturades (48 homes i 36 dones). De les 320 persones inactives 133 estaven jubilades, 107 estaven estudiant i 80 estaven classificades com a «altres inactius».

### Ingressos
El 2009 a Guérard hi havia 851 unitats fiscals que integraven 2.278 persones, la mediana anual d'ingressos fiscals per persona era de 24.352,5 €.

### Activitats econòmiques
Dels 102 establiments que hi havia el 2007, 1 era d'una empresa alimentària, 1 d'una empresa de fabricació de material elèctric, 4 d'empreses de fabricació d'altres productes industrials, 24 d'empreses de construcció, 15 d'empreses de comerç i reparació d'automòbils, 3 d'empreses de transport, 3 d'empreses d'hostatgeria i restauració, 2 d'empreses d'informació i comunicació, 1 d'una empresa financera, 5 d'empreses immobiliàries, 22 d'empreses de serveis, 13 d'entitats de l'administració pública i 8 d'empreses classificades com a «altres activitats de serveis».
Dels 27 establiments de servei als particulars que hi havia el 2009, 1 era una oficina de correu, 4 tallers de reparació d'automòbils i de material agrícola, 3 paletes, 6 fusteries, 6 lampisteries, 4 electricistes, 1 perruqueria, 1 agència immobiliària i 1 saló de bellesa.
Dels tres establiments comercials que hi havia el 2009, una era una botiga de menys de 120 m², una llibreria i una botiga de mobles.
L'any 2000 a Guérard hi havia 13 explotacions agrícoles que ocupaven un total de 882 hectàrees.

## Equipaments sanitaris i escolars
L'únic equipament sanitari que hi havia el 2009 era una farmàcia. El 2009 hi havia 1 escola maternal i 1 escola elemental.

## Poblacions properes
El següent diagrama mostra les poblacions més properes.